# Per Waldvik
Per Waldvik, född 28 januari 1950 i Stockholm, är en svensk skådespelare och producent.

## Biografi
Waldvik är utbildad skådespelare vid Skara Skolscen, samt har gått Statens dansskolas mimlinje vid Filmhuset i Stockholm. Han har även studerat för Marcel Marceau i Paris samt vid Ingemar Lindhs Institutet för scenkonst i Storhögen utanför Östersund.
Waldvik filmdebuterade 1971 i rollen som mopedbudet Hans i Hasse och Tages långfilm Äppelkriget, och var därefter engagerad vid Stockholms Stadsteater, Riksteatern, Dramaten och TV-teatern. Han blev 1973 omtalad för rollen som ”Morsgrisen” i TV-serien Någonstans i Sverige. Han spelade den "unge vikarien" i kult-TV-serien Lära för livet av Carin Mannheimer, samt den excentriske unge VD:n Howard Vagner i En Handelsresandes död i regi av Bo Widerberg och med Carl-Gustaf Lindstedt som medspelare.
Han har även haft engagemang bland annat på Komediteatern i Stockholm, Den Nationale scene i Bergen och på Norrköpings stadsteater.
Han har därefter tillsammans med Terri-Lynne Sandberg Waldvik under ett kvarts sekel skapat och drivit Rosarium Production, som använt scenen som ett verktyg för chefsutbildning och verksamhetsutveckling inom näringsliv och offentlig verksamhet.
De producerade specialskrivna teaterföreställningar med uppföljande dialogseminarier för Sveriges ledare. Inom ramen för verksamheten producerades pjäserna: Turbulens, The President, Zlatan och Herr Lindelöf, Håll ut samt Visa Väg för ett stort antal chefer och ledare runtom i Sverige.

### Familj
Waldvik är son till tandläkare Waldemar Waldvik och Margit Waldvik, född Brunosson. Han är sedan år 1980 gift med skådespelaren och dramatikern Terri-Lynne Sandberg Waldvik och de har tillsammans en dotter.
Sedan tidigare är han även far till skådespelaren Maria Bonnevie, född 1973.

## Filmografi
- 1971 – Äppelkriget
- 1973–1974 – Någonstans i Sverige (TV-serie)
- 1977 – Lära för livet (TV-serie)
- 1979 – En handelsresandes död
- 1979 – Pojken som lånade ut sin röst (TV-serie)
- 1980 – Mannen som blev miljonär
- 1988 – Mannen med jojon
- 1995 – Höst i paradiset

## Teater

### Roller (ej komplett)
| År   | Roll        | Produktion                      | Regi                | Teater                 |
| ---- | ----------- | ------------------------------- | ------------------- | ---------------------- |
| 1971 | Fyr         | De vilda svanarna H.C. Andersen | Fred Hjelm          | Stockholms stadsteater |
| 1972 | Budha präst | Den goda människan i Sezuan     | Johan Bergenstråhle | Stockholms Stadsteater |
| 1973 | Pojken      | Bortom de blånande bergen       | Christian Tomner    | Riksteatern            |
| 1984 | Fredrik     | Pelikanen August Strindberg     | Bernhard Krook      | Strindbergsmuseet      |